# Robert Thuillier
Robert Thuillier, né au Blanc le 20 octobre 1910 et mort le 30 décembre 2004 à Châtellerault, est un photographe globe-trotter français.
Il est considéré comme l'inventeur, en 1950, du diaporama, technique de projection de diapositives en fondu enchaîné,,.

## Biographie
Exerçant la profession de directeur d'entreprise, il a parcouru de nombreux pays et régions, souvent en compagnie de son épouse, Yvette, institutrice à Châtellerault : Corse, Suisse, Portugal, Yougoslavie, Turquie, Pakistan, Inde, Népal, Tchad, Tanzanie, sans oublier, le Kenya, où il sera un des premiers photographes à effectuer un reportage sur les rites Massaï.
Trois thèmes principaux ont guidé ce passionné : « La vie des gens, les paysages et les animaux ». On compte parmi ses reportages des sujets aussi divers que « Le dernier voyage du bateau laitier sur le marais poitevin », « Les églises troglodytes de Cappadoce », « Le lever de soleil sur Brouage », « Les grands fauves africains », « Balzac à Saché » ou sur son Berry natal en partant sur les traces de George Sand.
Fondateur le 1er mars 1950 du photo-club de Cenon-sur-Vienne, dont il fut le secrétaire jusqu'en 1964, il s’est aussi intéressé à la région de Châtellerault au travers de nombreuses images du patrimoine local.
Il a également répondu à des commandes de musées parisiens en réalisant des reportages sur les jardins de Cheverny ou sur des peintres impressionnistes (Monet, Pissarro). Le photographe Franck Fouquet, bénéficia de son aide à ses débuts.
Robert et Yvette Thuillier reposent au cimetière de Chilvert à Poitiers

## Collections, musées
Plus de 200 000 diapositives, 45 000 clichés noir et blanc ou en couleur, plusieurs centaines d'enregistrements sonores originaux et 150 de ses diaporamas ont été légués en juillet 1997 à la médiathèque de Poitiers,,.

## Postérité
Un square porte son nom à Châtellerault.

## Décorations et distinctions
- Chevalier de l'ordre national du Mérite (1999)[12]
- Commandeur de l'ordre des Palmes académiques
- Chevalier de l'ordre des Arts et des Lettres
- Grand prix mondial de la Photokina à Cologne
- Excellence de la Fédération Internationale de l'Art Photographique (EFIAP)
- Grand prix de l'audiovisuel de l'Académie Charles-Cros
- Médaille « Claude de Santeul  » pour la meilleure photographie de paysage à la Coupe de France de Photographie (1956)
- Félicitations du jury pour la catégorie « L'Homme » à la Coupe de France de Photographie (1955)

## Ouvrages
- Poitou, avec François de Vaux de Foletier, Les albums des guides bleus, éditions Hachette, 1960;
- George Sand en Berry, avec Georges Lubin, éditions Hachette, 1967;
- Portugal Familier, avec Robert Gandon, éditions Hachette, 1967;
- Balzac en Touraine, avec Paul Métadier, éditions Hachette, 1968;
- Châtellerault, avec Jean Deviosse et Jean Henri Roy, éditions SAEP Colmar-Ingersheim, 1971;
- Voir le Portugal, avec Bernard Hennequin, éditions Hachette, 1979  (ISBN 978-2010057502);
- Les marionnettes de Maurice et George Sand, éditions Hermé, 1998  (ISBN 978-2866652562);
- Kenya, l'Album, éditions Hermé, 2000  (ISBN 978-2866652296)[13].